# Astragalus litwinowii
Astragalus litwinowii är en ärtväxtart som beskrevs av Vladimir Ippolitovich Lipsky. Astragalus litwinowii ingår i släktet vedlar, och familjen ärtväxter. Inga underarter finns listade i Catalogue of Life.